# Johannes Flöck
Johannes Flöck (* 19. April 1968 in Koblenz) ist ein deutscher Comedian und Moderator.

## Werdegang
Johannes Flöck tourt seit 2002 mit Soloprogrammen durch Deutschland, entweder mit seinem Solo-Programm Goldig oder mit den 3Comedians (zusammen mit Mario Barth, Ausbilder Schmidt).
2003 belegte er den 2. Preis beim FFN Comedy-Award (Kat. New) und war Halbfinalist bei Star Search (Sat.1), 2004 Finalist beim Hamburger Comedy Pokal.
Vom 15. Oktober 2005 bis zum 16. Dezember 2005 war er im neunköpfigen Team der RTL-Produktion RTL Comedy Nacht.
Beim ZDF-Wissensmagazin Klar! Wissen ist gut. war er als Außenreporter zu sehen und hat regelmäßig Auftritte bei NightWash (Comedy Central) und Quatsch Comedy Club (ProSieben).
2007 tourte er mit seinem aktuellen Soloprogramm Früher war ich Jünger durch die Republik. Darauf folgten die Programme Auch Jünger werden älter und Neues vom Altern.
Seit Herbst 2016 spielt er sein Jubiläumsprogramm Wenn Happy und Birthday getrennte Wege gehen. Unter dem gleichen Titel veröffentlichte er bereits sein erstes Buch (Fischer Verlag) und es erschien im Februar 2017 zu dem Programm seine erste CD und DVD.
Im Herbst 2017 feierte er die Premiere seines neuen Soloprogramms mit dem Titel Verlängerte Haltbarkeit. 2017 erhielt er außerdem beim Melsunger Kabarett-Wettbewerb Scharfe Barte den 3. Preis und den Publikumspreis.
Flöck bedient sich bei seinen Auftritten immer wieder des Wortwitzes. Er fragte sich z. B. bei einer seiner Shows, warum es Joggen gehen heiße?
Sein Lispeln ist über die Jahre sein unverwechselbares Markenzeichen geworden.

## Soloprogramme
- 1. Soloprogramm "GOLDIG" (2002–2004)
- 2. Soloprogramm "SCHMERZBEFREIT!" (2004–2007)
- 3. Soloprogramm "FRÜHER WAR ICH JÜNGER" (2007–2010)
- 4. Soloprogramm "AUCH JÜNGER WERDEN ÄLTER" (2010–2012)
- 5. Soloprogramm "DER GESCHMACK DER MITTLEREN REIFE" (2012–2015)
- 6. Soloprogramm "NEUES VOM ALTERN" (2014–2016)
- 7. Soloprogramm "WENN HAPPY UND BIRTHDAY GETRENNTE WEGE GEHEN" (2016–2018)
- 8. Soloprogramm "VERLÄNGERTE HALTBARKEIT" (seit Oktober 2017)
- 9. Soloprogramm "ENTSCHLEUNIGUNG ABER ZACK ZACK!"

## Fernsehen
- ZDF: Volle Kanne
- SWR: Freunde in der Mäulesmühle
- SWR: Stuttgarter Besen
- NDR: NDR Comedy Contest
- WDR: Kölner Treff
- WDR: Stratmanns
- NDR: DAS!
- RTL 2: Fun Club
- RTL: RTL-Comedy-Nacht
- ProSieben: Quatsch Comedy Club, Freispruch, M-Chartshow
- SAT 1: Quizshow, Was guckst Du
- WDR / Comedy Central: Funkhaus, Nightwash, Nightwash SPEZIAL, Comedy Rotation, Die dümmsten....(Moderation)
- ZDF: Klar! Wissen ist gut!, Versteckte Kamera, Nachgetreten
- WDR: west.art TALK
- ARD: Immer wieder sonntags

## Veröffentlichungen
Buch
- Johannes Flöck: Wenn Happy und Birthday getrennte Wege gehen – Männer um die 40. FISCHER Scherz, 12. April 2011, ISBN 978-3651000049

Audio
- 2017: Johannes Flöck – Wenn Happy Und Birthday Getrennte Wege Gehen (CD)

DVD
- 2017: Johannes Flöck – Wenn Happy Und Birthday Getrennte Wege Gehen (DVD)

## Auszeichnungen
- 2017: Melsunger Kabarettwettbewerb – 3. Platz + Publikumspreis
- 2017: Eifel Kulturtage – 3. Platz
- 2017: "sPEZIALiST" – Publikumspreis
- 2016: Kabarettbundesliga – 3. Platz
- 2016: Stuttgarter Besen – Finale
- 2013: NDR Comedy Contest – 1. Platz
- 2009: Comedypreis Gummersbach – 1. Platz
- 2008: Amici Artium Nachwuchswettbewerb – 1. Platz
- 2007: Comedy King / Radio BIG FM – 1. Platz
- 2007: Comedy Preis Gummersbach – 1. Platz
- 2004: Hamburger Comedy Pokal – 2. Platz
- 2003: FFN Comedy Award / Kategorie „Newcomer“ – 2. Platz
- 2003: Star Search / Sat.1 - 3. Platz